# Ramiro
Ramiro – gmina w Hiszpanii, w prowincji Valladolid, w Kastylii i León, o powierzchni 21,2 km². W 2011 roku gmina liczyła 46 mieszkańców.